# Chad Allen
Chad Allen (Cerritos, Califòrnia, 5 de juny del 1974) és un actor estatunidenc.
Tot i que treballà en el cinema des de petit és més conegut per haver interpretat el personatge de Matthew Cooper a la sèrie americana La Doctora Quinn, des del 1993 fins al 1998. Després de l'aparició el 1996 a una revista d'una sèrie de fotografies en les que se'l veia besant un altre home, Chad Allen feu pública la seva homosexualitat. Després d'aquest fet s'ha convertit en un activista de la causa LGTB, interpretant gairebé sempre personatges gays en les seves pel·lícules o en obres de teatre.